# Эскильссон, Бенгта
Бенгта Эскильссон (швед. Bengta Eskilsson, урождённая Нильсдоттер швед. Nilsdotter; 1836—1923) — шведская художница по текстилю.
Изделия Эскильссон были высоко оценены как в Швеции, так и за рубежом; некоторые из её работ были куплены королевскими особами разных стран.

## Биография
Родилась 16 июня 1836 года в местечке Хаммарлунда провинции Сконе в семье фермера Нильса Перссона и его жены Эльны, урождённой Ларсдоттер.
Вместе со своей младшей сестрой Ханной она выросла на ферме Frostagård, где мама и бабушка научили её ткать. В 1857 году Бенгта вышла замуж за производителя солода Юна Фредрика Эскильссона, от которого у неё родились две дочери. Семья Эскильссонов в местечке Eskilsgård, в добротном, наполовину бревенчатом, доме, где Бенгта основала свою собственную ткацкую школу, проработав в ней следующие пятьдесят лет; её помощниками были родные дочери и племянницы.
В школу Бенгты Эскильссон приезжали учиться студенты со всей Швеции. Как Тора Кулле и Силлуф Олссон, она получала заказы от ассоциации ремесленников Handarbetets vänner на производство декоративных тканей на основе традиционных народных мотивов Сконе. Высокое качество её работ привело к участию в выставках в стране и за рубежом, где Эскильссон была удостоена ряда наград, включая золотую медаль на Всемирной выставке в Париже 1900 года.
Среди тех, кто приобрёл её тканую продукцию были несколько европейских королевских семей, в их числе принц Евгений Шведский и эрцгерцог Австрии Франц Фердинанд — для его охотничьего домика она изготовила 12-метровую дорожку, украшенную двуглавым орлом, на котором были изображены замок со всадниками, лодками и павлинами. В 1896 году кронпринцесса Виктория Баденская приобрела гобелен с изображением маков работы Эскильссон, а также ворсовый коврик по рисунку Силлуф Олссон и тканую скатерть Торы Кулле.
Умерла 2 января 1923 года в коммуне Лунд и была похоронена там же в церкви монастыря Святого Петра. Дочь Бенгты Эскильссон пожертвовала многие из работ матери Лундскому культурному фонду и музею Мальмё.